# SN 2003jg
SN 2003jg – supernowa typu Ib/c odkryta 24 października 2003 roku w galaktyce NGC 2997. W momencie odkrycia miała maksymalną jasność 17,00m.